# Viccentia
Viccentia (auch Vincentia) war eine spätantike römische Goldbortenwirkerin (aurinetrix), die im 4. Jahrhundert in Rom tätig war.
Viccentia ist nur aufgrund ihrer 14,5 × 29 cm großen Grabinschrift bekannt, die in Rom – wohl in oder bei der Calixtus-Katakombe – gefunden wurde. Laut der weitverbreiteten Lesung der Inschrift verstarb sie im Alter von neun Jahren und neun Monaten. Sie wird als lieblichste Tochter bezeichnet, was für eine liebevolle Eltern-Kind-Beziehung spricht. Dennoch wurde sie, wie es für die meisten Kinder der Zeit üblich war, zur Arbeit im elterlichen Betrieb herangezogen, sofern die Lesung der Inschrift korrekt ist. Sehr wahrscheinlich hat sie in diesem Fall eher Zuarbeiten für Schmuckornamente geleistet, wofür kleine Finger besonders geeignet waren. Viccentia ist damit eine von nur sehr wenigen Kunsthandwerkerinnen, die namentlich aus der Antike bekannt sind, vor allem dann, wenn es sich nicht um Malerinnen handelt. Auch für die Arbeit von Kindern wäre sie eines von nur einer sehr begrenzten Anzahl an namentlich bekannten Beispielen. 
Die Grabinschrift wird im Corpus Inscriptionum Latinarum wie folgt wiedergegeben:

“VICCENTIA DVLCISSIMA FILIA AVRINETRIX QAE VIXIT AN VIIII M VIIII”

„Viccentia dul/cissima filia / aurinetrix q(u)ae / vixit an(nos) VIIII m(enses) VIIII“

Allerdings verbesserte Herman Gummerus bereits im Jahr 1914 die Lesung der Inschrift und korrigierte das Alter der Viccentia auf 19 Jahre. Ebenso bot Laura Chioffi im Jahr 2004 die Lesung Viccentia (: Vincentia), dul/cissima filia, / aurinetrix, qae (:quae) / vixit [an]n(is) XVIIII, m(ensibus) VIIII an. Auch nach dieser Lesung wäre die Goldbortenwirkerin 19 Jahre alt geworden.

## Einzelbelege
1. ↑  Peter Toohey in: BMCR 2006.07.30.
2. ↑  CIL VI, 9213
3. ↑  Herman Gummerus: Die römische Industrie: I) Das Goldschmied- und Juweliergewerbe. In: Klio. Band 14, 1914, S. 129–189, hier S. 166 Nr. 80 (Digitalisat).
4. ↑  Laura Chioffi: Attalica e altre Auratae vestes a Roma. In: Carmen Alfaro Giner, John Peter Wild, Benjamí Costa Ribas (Hrsg.): Purpurae Vestes. Actas del I Symposium Internacional sobre Textiles y Tintes del Mediterráneo en época romana (Ibiza, 8 al 10 de noviembre, 2002). Universitat de València, València 2004, S. 89–95, hier S. 94 (PDF).
5. ↑  So auch der Eintrag in der Epigraphic Database Bari (EDB); vergleiche zudem Jordi Perez González: Aurifices en la Roma Julio Claudia. La fiebre del oro romana. In: Studia Antiqua et Archaeologica. Band 23, Heft 1, 2017, S. 37–70, hier S. 54 f. (PDF).

| Personendaten    | Personendaten                      |
| ---------------- | ---------------------------------- |
| NAME             | Viccentia                          |
| ALTERNATIVNAMEN  | Vicentia                           |
| KURZBESCHREIBUNG | antike römische Goldbortenwirkerin |
| GEBURTSDATUM     | 4. Jahrhundert                     |
| STERBEDATUM      | 4. Jahrhundert                     |